# 日本赤十字東北看護大学
日本赤十字東北看護大学（にっぽんせきじゅうじとうほくかんごだいがく、英語: The Japanese Red Cross Tohoku College of Nursing、公用語表記: 日本赤十字東北看護大学）は、秋田市上北手猿田字苗代沢17番地3に本部を置く日本の私立大学。1914年創立、2008年大学設置。大学の略称は日赤東北看護大、日赤東北看大。
看護大学学生数453人、短期大学学生数47人、学生数計500人、教員数51人（2022年5月1日現在）。

## 沿革
（沿革節の主要な出典は公式サイト）
- 1896年（明治29年）9月 - 日本赤十字社秋田支部病院が秋田市上中城町に設立され、看護婦養成を開始。
- 1914年（大正3年）7月 - 日本赤十字社秋田支部病院救護看護婦養成所を発足。
- 1939年（昭和14年） - 病院・養成所が秋田市東根小屋町に移転する
- 1946年（昭和21年）4月 - 秋田赤十字病院看護婦養成所と改称。
- 1950年（昭和25年）12月 - 秋田赤十字高等看護学院と改称。
- 1968年（昭和43年） - 病院・看護学院とも秋田市中通一丁目に新築移転
- 1976年（昭和51年）4月 - 秋田赤十字看護専門学校と改称。
- 1996年（平成8年）4月 - 秋田市上北手に日本赤十字秋田短期大学開学。竹本吉夫が初代学長に就く。
  - 看護学科：在学者数は80人（うち男子3）[4]
  - 介護福祉学科：在学者数は50人（うち男子12）[4]
- 1998年（平成10年）
  - 3月 - 秋田赤十字看護専門学校が閉校。
  - 7月 - 秋田赤十字病院が秋田市上北手の隣接地に新築移転。
- 2003年（平成15年） - 時光直樹が学長に就任。
- 2007年（平成19年） - 森美智子が学長に就任。
- 2008年（平成20年）10月31日 - 文部科学大臣より大学設置認可。
- 2009年（平成21年）4月 - 日本赤十字秋田看護大学、開設。これに伴い、日本赤十字秋田短期大学看護学科の2009年度以降の募集を停止。以降は、介護福祉学科のみ募集する。
- 2011年 （平成23年）
  - 3月31日 - 日本赤十字秋田短期大学看護学科を廃止[5]。
  - 4月 - 大学院看護学研究科看護学専攻（修士課程）設置。
- 2013年（平成25年） - 安藤広子が学長に就任。
- 2016年（平成28年） - 大学院看護学研究科博士課程共同看護学専攻設置。
- 2017年（平成29年）7月12日 - 皇太子徳仁親王が日赤秋田看護大・秋田短大を訪門[6]。介護演習などの様子を視察[6]。
- 2018年（平成30年） - 看護学部に養護教諭一種免許状の教職課程を設置。
- 2021年（令和3年） - 原玲子が学長に就任。
- 2025年（令和7年）4月1日 - 日本赤十字秋田看護大学を日本赤十字東北看護大学に、日本赤十字秋田短期大学を日本赤十字東北看護大学介護福祉短期大学部にそれぞれ改称[7]。教職員ら約50人が参加し、正面玄関前にて除幕式を挙行[7]。

## 基礎データ

### 所在地
- 秋田県秋田市上北手猿田字苗代沢17番地3
  - 郵便番号
    - 010-1493（大学）
    - 010-1492（介護福祉短期大学部）

### 交通アクセス
- JR秋田駅東口より秋田中央交通を利用。中央シルバーエリア行きバスで約15分。日赤病院前下車。

### 建学の精神（校訓・理念・学是）
- 建学の精神は、赤十字の理念である「人道：Humanity」に基づいている。

### 象徴
- 赤十字のものを使用したものとなっている。

## 教育および研究

### 大学

#### 学部
- 看護学部
  - 看護学科

#### 大学院
- 看護学研究科 看護学専攻
  - 修士課程
    - 基盤看護学分野（看護管理学）
    - 成育看護学分野（母子看護学、助産学）
    - 健康療養生活支援看護学分野（成人看護学、がん看護学、老年看護学、地域共生看護学）
    - 高度実践看護学分野（がん看護、精神看護、老年看護）

### 介護福祉短期大学部
- 介護福祉短期大学部は赤十字の教育施設としては日本で唯一、介護福祉士を養成する学科を設置しているところに特色がある。
- 介護福祉短期大学部は、赤十字の教育施設における唯一の短大である。
- 専門教育の確立・地域社会への貢献・国際化の促進が教育方針とされている。
- 一般財団法人短期大学基準協会の第三者評価の結果、「適格」認定を受ける。

#### 学科
- 介護福祉学科
- 看護学科

#### 専攻科
- なし

#### 別科
- なし

## 学生生活

### 学内奨学金
- （財）日本赤十字社看護師同方会奨学資金
- 日本赤十字社福島県支部奨学金
- 特待生制度・授業料を免除（全額または半額）

### 部活動・クラブ活動・サークル活動
- - 体育系：卓球・バレーボール・テニス・サッカー・バスケットボール・バドミントンほか
  - 文化系：手話・「赤十字奉仕団」ほか

### 学園祭
- 学園祭は「カリヨン祭」と呼ばれる。

## 関連機関
- 日本赤十字東北看護大学介護福祉短期大学部
- 秋田赤十字病院
- 質の高い大学教育推進プログラム
  - 「国際人道法の理念を行動化する教育の推進」にて2008年度採択される。

## 学長
- 竹本吉夫：1996年-（秋田赤十字病院の院長より転出により就任）
- 時光直樹：2003年-（教授などを歴任）
- 森美智子：2007年-（2013年4月より特任教授、名誉学長）
- 安藤広子：2013年- (岩手県立大学看護学部教授より転出の上で就任。元・日本赤十字看護大学助教授)
- 原玲子：2021年- (日本赤十字秋田看護大学教授より就任)

## 施設

### キャンパス
- LL教室・OA教室・図書館・学生食堂・体育館・健康科学研究室・テニスコートなどがある。

### 寮
- 日本赤十字東北看護大学及び同介護福祉短期大学部は直営の学生寮を持っていない。近隣に「桐花寮」と呼ばれる民間学生寮がある。

### 系列校
- 日本赤十字看護大学
- 日本赤十字北海道看護大学
- 日本赤十字広島看護大学
- 日本赤十字九州国際看護大学
- 日本赤十字豊田看護大学

## 取得資格について
- 看護学部看護学科では看護師国家試験受験資格、保健師国家試験受験資格（選択制）、養護教諭一種（選択制）が得られる。
- 介護福祉短期大学部介護福祉学科では介護福祉士登録資格が得られる。
- 大学院修士課程の成育看護学助産学資格コースでは助産師国家試験受験資格が得られる。

## 卒業後の進路について

### 就職について
- 看護学科：秋田赤十字病院・秋田大学医学部附属病院・八戸赤十字病院・石巻赤十字病院・武蔵野赤十字病院などがある。
- 介護福祉学科：秋田県内外の特別養護老人ホーム、介護老人保健施設ほか。

### 短期大学の編入学・進学実績
- 看護学科：日本赤十字看護大学・日本赤十字広島看護大学・北海道医療大学・宮城大学・岩手県立大学・山梨県立大学・新潟県立看護大学・秋田大学ほか
- 介護福祉学科：東北福祉大学、岩手県立大学ほか

## その他
令和7年度現在、本学看護学科では東北地方では唯一養護教諭の教職課程を設置しており、学校法人日本赤十字学園が設置する大学としても唯一の大学となっている。

## 公式サイト
- 日本赤十字東北看護大学
- 日本赤十字東北看護大学介護福祉短期大学部